# Dorian Ramos
Dorian Anibal Ramos (Tucson, Arizona; 31 de diciembre de 1993) es un artista marcial mixto estadounidense que compite en la división de peso pluma. Ha competido en Combate Global, Legacy Fighting Alliance y Ultimate Warrior Challenge México, siendo campeón de peso pluma en esta última promotora.

## Carrera de artes marciales mixtas

### Inicios en Combate Global
A sus 28 años de edad, Dorian dio inicio a su carrera profesional de MMA, y en su debut, derrotó con facilidad a Luis Panuco el 2 de julio de 2021 en el evento Combate Global: Estrada vs. Morales de Combate Global.
Su siguiente pelea fue ante Isaac Villegas el 22 de octubre de ese mismo año en Combate Global: Montañez vs. Hernández; él mismo se llevó la victoria con un nocaut técnico apenas comenzando el segundo asalto.

### Ultimate Warrior Challenge México

#### Campeonato de Peso Pluma de UWC
Ramos llegó a México para competir en Ultimate Warrior Challenge México. Debutó el 28 de octubre de 2022 ante el entonces campeón de peso pluma, Luis Meráz, en UWC México 39 con el título en la linea. Allí, se coronó nuevo monarca de la división al derrotar a su oponente mediante decisión unánime de los jueces, siendo uno de los peleadores que menos tiempo le tomó ganar un título en la organización.
Ramos se enfrentó a Mauricio Eguiluz el 24 de febrero de 2023 en UWC México 41. Ganó la pelea por sumisión en el quinto asalto para defender su título.
En su segunda defensa titular, Ramos enfrentó a José Peñaloza el 28 de abril de 2023 en UWC México 43. Ganó la pelea por nocaut técnico en el quinto asalto. Cabe señalar que Peñaloza había entrado a la jaula con una oreja de coliflor que fue empeorando con los golpes de Dorian.
Tras un par de peleas en Fury FC y Jasaji Fighting League entre fines de 2023 e inicios de 2024, Ramos retorna para defender por tercera vez el Campeonato de Peso Pluma de UWC contra Esteban Sedano el 7 de abril de 2024 en UWC México 52. Él ganó la pelea por decisión unánime y se mantiene como monarca.

### Dana White's Contender Series
Ramos, ocupando el lugar de Tommy McMillen debido a una lesión, participó en la octava temporada del Dana White's Contender Series en su semana 4 enfrentándose a Austin Bashi, siendo derrotado al rendirse con una estrangulación.

## Campeonatos y logros
- Ultimate Warrior Challenge México
  - Campeonato de Peso Pluma de UWC (una vez)

## Récord en artes marciales mixtas
| Récord profesional | Récord profesional | Récord profesional |
| 12 peleas          | 8 victorias        | 4 derrotas         |
| ------------------ | ------------------ | ------------------ |
| Nocaut             | 4                  | 0                  |
| Sumisión           | 2                  | 2                  |
| Decisión           | 2                  | 2                  |

| Resultado | Récord | Oponente          | Método                      | Evento                                 | Fecha                    | Ronda | Tiempo | Localización           | Notas                                        |
| --------- | ------ | ----------------- | --------------------------- | -------------------------------------- | ------------------------ | ----- | ------ | ---------------------- | -------------------------------------------- |
| Derrota   | 8–4    | Michael Aswell    | Decisión (unánime)          | Fury FC 99                             | 15 de diciembre de 2024  | 3     | 5:00   | Houston, Texas         |                                              |
| Derrota   | 8–3    | Austin Bashi      | Sumisión (rear-naked choke) | Dana White's Contender Series          | 3 de septiembre de 2024  | 2     | 3:15   | Las Vegas, Nevada      |                                              |
| Victoria  | 8–2    | Esteban Sedano    | Decisión (unánime)          | UWC México 52                          | 7 de abril de 2024       | 5     | 5:00   | Tijuana                | Defendió el Campeonato de Peso Pluma de UWC. |
| Victoria  | 7–2    | Francisco Benítez | TKO (codazos)               | JFL 44                                 | 20 de enero de 2024      | 1     | 3:42   | Atizapán de Zaragoza   |                                              |
| Derrota   | 6–2    | Matheus Camilo    | Sumisión (triangle choke)   | Fury FC 83                             | 17 de septiembre de 2023 | 3     | 2:43   | Tulsa, Oklahoma        |                                              |
| Victoria  | 6–1    | José Peñaloza     | TKO (golpes)                | UWC México 43                          | 28 de abril de 2023      | 2     | 2:57   | Tijuana                | Defendió el Campeonato de Peso Pluma de UWC. |
| Victoria  | 5–1    | Mauricio Eguiluz  | Sumisión (rear-naked choke) | UWC México 41                          | 24 de febrero de 2023    | 5     | 1:46   | Tijuana                | Defendió el Campeonato de Peso Pluma de UWC. |
| Victoria  | 4–1    | Luis Meráz        | Decisión (unánime)          | UWC México 39                          | 28 de octubre de 2022    | 5     | 5:00   | Tijuana                | Ganó el Campeonato de Peso Pluma de UWC.     |
| Derrota   | 3–1    | Andrew Coyne      | Decisión (dividida)         | Urijah Faber's A1 Combat 2             | 28 de mayo de 2022       | 3     | 5:00   | Sacramento, California |                                              |
| Victoria  | 3–0    | Isaac Thompson    | TKO (golpes y codazos)      | LFA 119                                | 3 de diciembre de 2021   | 2     | 2:27   | Phoenix, Arizona       |                                              |
| Victoria  | 2–0    | Isaac Villegas    | TKO (golpes)                | Combate Global: Montañez vs. Hernández | 22 de octubre de 2021    | 2     | 0:34   | Miami, Florida         |                                              |
| Victoria  | 1–0    | Luis Panuco       | Sumisión (rear-naked choke) | Combate Global: Estrada vs. Morales    | 2 de julio de 2021       | 2     | 2:53   | Miami, Florida         |                                              |